# Fateixa
Fateixa és un muntanya i una platja a la costa occidental de l'illa de São Vicente a Cap Verd. La seva elevació és de 517 m. S'hi accedeix per una carretera bruta. Es troba 8 km a l'oest de la vila de Mindelo.
Molt a prop hi és Monte Cara al nord-est i la vall de São Pedro i el seu aeroport.